# Distrito de Mouscron
El Distrito de Mouscron (en francés: Arrondissement de Mouscron; en neerlandés: Arrondissement Moeskroen) es uno de los siete distritos administrativos de la Provincia de Henao, Bélgica. No posee la condición de distrito judicial por lo que sus municipios dependen en esta materia del vecino distrito de Tournai.

## Historia
El distrito de Mouscron fue creado en 1963 a raíz de la legislación de 1962 que segregaba de la Región de Flandes a los municipios francófonos. El distrito está compuesto por los municipios de Mouscron y Comines-Warneton, este último forma un exclave de la Provincia de Henao dentro de territorio flamenco. 

## Lista de municipios
- Mouscron
- Comines-Warneton

- Datos: Q94095